# Chikubu-shima

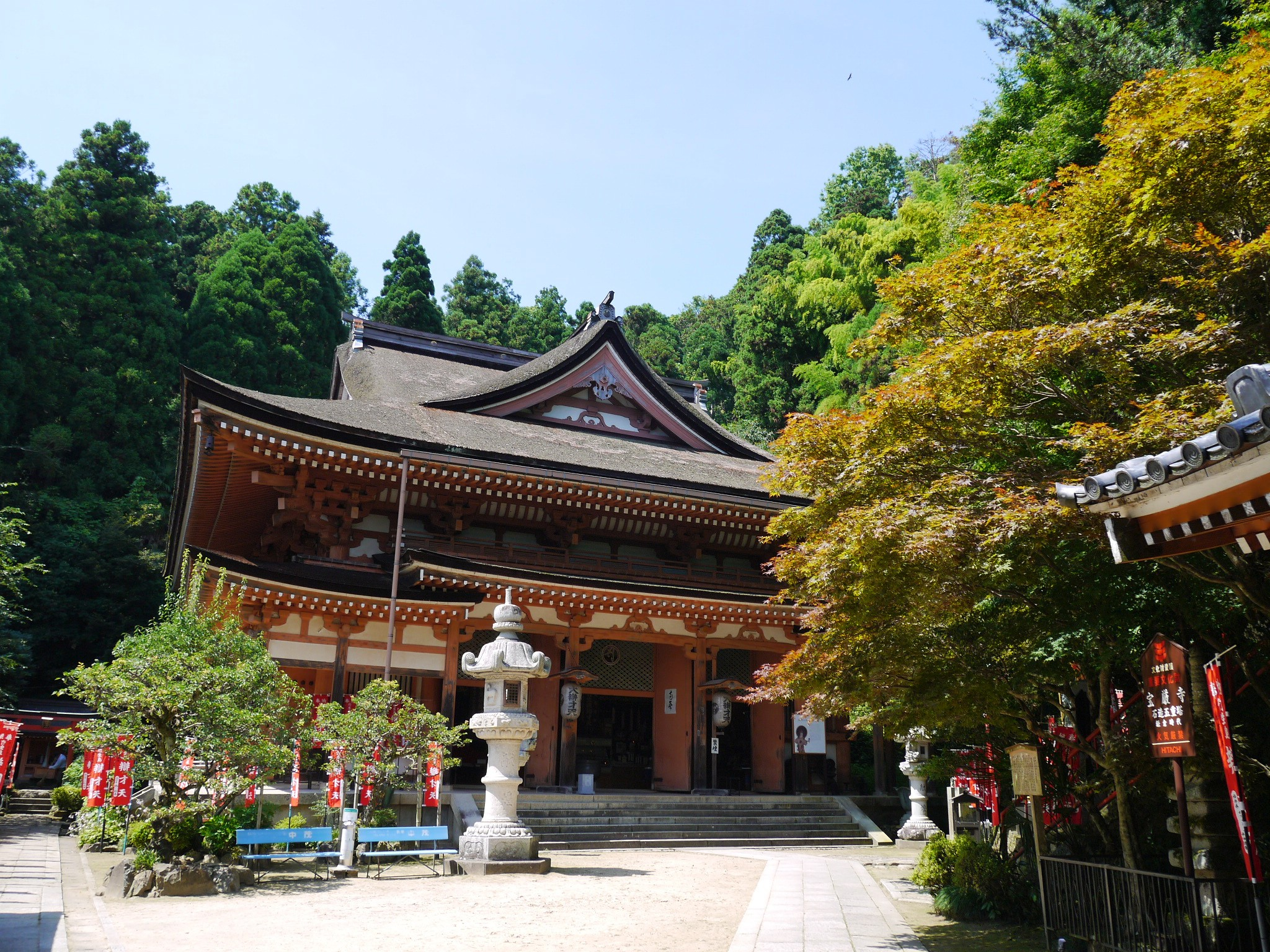
Tempel Hōgon-ji

Chikubu-shima (jap. 竹生島) ist eine der drei Inseln im japanischen Biwa-See. Sie wird von Nagahama, Präfektur Shiga, verwaltet.
Die Insel ist lediglich 0,14 km² groß und besitzt eine Küstenlinie von 2 km.
Verschiedene Werke der darstellenden Kunst Japans haben einen Bezug zu der Insel und wurden nach dieser benannt, unter anderem ein Nō-Stück Chikubushima, ein Heikyoku (musikalische Verarbeitung des Heike Monogatari), zwei Jiuta (Shamisen-Stücke), zwei Jōruri (ein Itchūbushi und ein Tokiwazubushi) sowie ein Nagauta.
Von besonderer Bedeutung ist der Tsukubusuma-Schrein (都久夫須麻神社), der im Jahr 420 gegründet worden sein soll. Zusammen mit dem Enoshima-Schrein auf Enoshima in der Sagami-Bucht südwestlich von Tokio und dem Itsukushima-Schrein auf der Insel Miyajima in Hatsukaichi in der Präfektur Hiroshima gehört er zu den drei großen Benzaiten-Schreinen. Daneben befindet sich auf der Insel der Shingon-buddhistische Tempel Hōgon-ji (宝厳寺), der 724 gegründet wurde. 
Die Insel ist touristisch erschlossen und wird mehrmals täglich von Fähren aus Nagahama, Hikone und Takashima angelaufen.